# ATMO music
ATMO music je česká pop-rapová skupina, která vznikla v roce 2012 a skládala se původně ze dvou členů: rapera a textaře Kryštofa Peukera (HANK) a hudebního producenta Ondřeje Turtáka (ODD). Jejich nejznámější díla jsou písně Valerie, Ráno a Andělé.
Skupina je součástí tvorby rappera Lipa, Sebastiana Navrátila, Jakuba Děkana a Chrise, kde se podílí na produkci a textech.

## Historie
Oba původní členové kapely pocházejí z Liberce a tvorba vychází primárně z rapu, ale je zasazena do melodických písní, které mají převážně zpívaný refrén. Dne 20. května 2016 vydali své druhé album s názvem Sen.
Na konci roku 2017 Ondřej Turták (ODD) ohlásil konec působení v kapele. Kryštof Peuker pod jménem HANK, vydává svou první sólo desku s názvem OCEÁN.
V srpnu roku 2019 Kryštof Peuker (HANK) oznámil návrat skupiny společně s Ondrou Laubem (DJ Ask), ale bez původního člena ODD.
Na konci roku 2019 kapela ohlásila svou tour s názvem ZPÁTKY NA TOUR. Na tour skupina hrála ve složení Hank, DJ Ask, Mahoney (kytara), Richard Gärtner (bicí). K této tour také patřil Sofian Medjmedj, který zahrál se svou kapelou. Tour musela být následně přerušená kvůli pandemii.
Po pandemii se skupina vrátila do českých klubů a na hudební festivaly, vydali čtvrtou desku Dokud nás smrt nerozdělí a získali Zlatého Slavíka za rok 2022. V letech 2023 a 2024 získali ve stejné kategorii druhé místo.
Na konci listopadu 2023 uspořádala kapela velký koncert v Lucerna Music Baru na oslavu 10 let od založení.

## Diskografie

### Studiová alba
- Andělé x Démoni (2014)
- Sen (2016)
- Oceán (2019) – HANK
- Dokud nás smrt nerozdělí (2021)
- Dneska neměl jsem se dobře (2023)